# Agenția France Presse
Agenția France Presse (AFP) este cea mai veche agenție de știri din lume și una dintre cele mai mari (împreună cu Associated Press și Thomson Reuters), fiind fondată în anul 1835 de către Charles-Louis Havas, părintele jurnalismului global. Compania este prezentă în 165 de țări și are 5 sedii principale la Paris, Washington, Hong Kong, Nicosia și Montevideo.
În total agenția produce 400.000-600.000 de cuvinte, 2.000-3.000 de imagini, 80 grafice și 30 de videoclipuri zilnic.
Agenția France Presse transmite știri în 6 limbi diferite: franceză, engleză, germană, portugheză, spaniolă și arabă..
Număr de angajați în 2008: 2.900